# 粉紅鐘聲Continue
《粉紅鐘聲Continue》是由ALICESOFT於2005年6月17日發售的角色扮演類型成人遊戲，粉紅鐘聲系列第二作。2005年6月17日發售Fandisc《粉紅鐘聲C++》（ぱすちゃC++），2010年12月9日由5pb.發售PlayStation Portable版。

## 角色
聲優順序為PC版／PSP版
薙原勇氣
本作的男主角。從Farnese冒險者學校轉入光綾學園的青年。
龍膽莉娜（聲優：白波遥／喜多村英梨）
光綾學園的學生，勇輝的青梅竹馬。
斎香 S. Farnese（聲優：北都南／佐藤利奈）
武器製造商「Farnese」的獨生女。在Farnese冒險者學校退學後又來到光綾學園復學。
Lucy Minseard（聲優：みる／早見沙織）
光綾學園的妖精族學生。
Phil Ehart（聲優：一色ヒカル／新名彩乃）
光綾學園的妖精族學生，自稱是勇輝的未婚妻。

## 主題曲
PC版
片頭曲「Dreaming Continue」
作詞：HIRO，作曲、編曲：Shade，主唱：NANA
片尾曲
作詞：HIRO，作曲、編曲：Shade，主唱：UR@N
PSP版
片頭曲
作詞：nao、山下慎一狼，作曲：新井健史，編曲：Demetori，主唱：nao
挿入曲
作詞、主唱：nao，作曲、編曲：山田重利
片尾曲「Brand new & Continue」
作詞：HIRO，作曲、編曲：Shade，主唱：喜多村英梨、佐藤利奈、早見沙織、新名彩乃

## 相關作品
漫畫
- ぱすてるチャイムContinue

漫畫由大秦国王安敦作畫，於《電撃G's Festival! COMIC》Vol.16至Vol.32期間連載，單行本共兩冊。
- ぱすてるチャイムContinue アンソロジーコミック

漫畫選集由フォックス出版於2005年11月2日發售。
設定集
- ぱすてるチャイムContinue ビジュアルファンブック

由フォックス出版於2005年5月6日發售。
- ぱすてるチャイムContinue Visual Collection

由フォックス出版於2006年2月24日發售。
CD
- ぱすてるチャイムContinue オープニング主題歌「Dreaming Continue」

片頭專輯由Lantis於2005年4月27日發售。
- ぱすてるチャイムContinueオリジナルサウンドトラック

遊戲原聲帶由Lantis於2005年7月21日發售。
- PSP ぱすてるチャイムContinue オープニングテーマ

PSP版片頭曲專輯由5pb.於2010年12月22日發售。

## 評價
《粉紅鐘聲Continue》在Getchu.com舉辦的「2005年美少女遊戲排名」中獲得系統部門第7名。另外在《ファミ通》1148號的クロスレビュー對PlayStation Portable版給予27/40評分。

## 外部連結
- ぱすてるチャイムContinue官方網站 （页面存档备份，存于）（日語）
- ぱすてるチャイムC++官方網站 （页面存档备份，存于）（日語）
- PSP版官方網站 （页面存档备份，存于）（日語）